# Vse umrut, a ya ostanus
Vse umrut, a ya ostanus (in russo Все умрут, а я останусь?) è un film del 2008 diretto da Valerija Gaj Germanika.
La pellicola vinse la Menzione speciale per la miglior opera prima al 61º Festival di Cannes.